# John Thirtle
John Thirtle (pokřtěn 22. června 1777 Norwich – 30. září 1839 tamtéž) byl anglický malíř akvarelů a výrobce obrazových rámů. Narodil se v Norwichi, kde strávil většinu svého života, a byl předním členem Norwichské malířské školy.
Velká část Thirtlova života není zdokumentována. Poté, co se vyučil u londýnského rámaře, se vrátil do Norwiche a založil si vlastní firmu na výrobu rámů. Během své kariéry pracoval také jako kreslíř, tiskař a výrobce zrcadel. Vyráběl rámy pro obrazy několika členů Norwichské školy, včetně Johna Croma a Johna Sella Cotmana. Po celou dobu svého pracovního života pokračoval v malování. V roce 1812 se oženil s Elizabeth Milesovou, sestrou Cotmanovy manželky Ann. V posledních dvou desetiletích svého života trpěl Thirtle tuberkulózou a jeho zhoršující se zdravotní stav omezoval jeho uměleckou tvorbu až do jeho smrti v roce 1839. Jeho rukopisné pojednání o akvarelu Manuscript Treatise on Watercolour, které bylo vydáno až teprve roku 1977, bylo pravděpodobně určeno pouze pro jeho vlastní potřebu a za života vystavil méně než 100 obrazů. Byl členem Norwichské společnosti umělců, krátce zastával funkci jejího místopředsedy, ale v roce 1816 byl jedním z umělců, kteří se od společnosti oddělili a založili samostatné sdružení Norfolk and Norwich Society of Artists, které se ovšem po třech letech rozpadlo.
Většina Thirtlových akvarelů zachycuje Norwich a okolní norfolkskou krajinu, mnohé z nich jsou výjevy z říčních břehů. Jeho styl, ovlivněný Thomasem Girtinem, Cromem a (v menší míře) Cotmanem, byl technicky dokonalý. Jeho dřívější krajiny byly malovány omezenou škálou béžových, modrých a šedohnědých barev, později však rozvinul brilantní barevnost a vytvořil díla, která obsahovala hranaté blokové formy. Kvalita několika jeho akvarelů se zhoršila v důsledku vyblednutí indigového pigmentu, který hojně používal.

## Život

### Rodina, raný život a učňovská léta

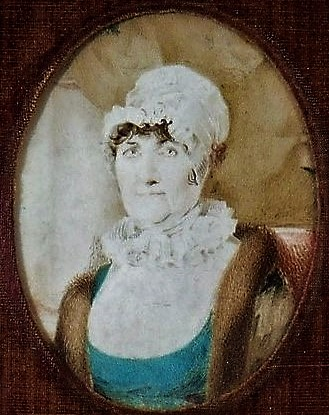
Thirtlova portrétní miniatura jeho matky Susannah (nedatováno)

Mnoho životopisných údajů o Johnu Thirtlovi není doloženo a o jeho životě je známo jen málo. Syn Johna Thirtla a jeho ženy Susanny Lincolnové se pravděpodobně narodil v domě poblíž kostela svatého Spasitele v Norwichi a 22. června 1777 byl v tomto kostele pokřtěn. Sestra Rachel byla pokřtěna 13. srpna 1780 a mladší bratr James byl pokřtěn v roce 1785. Jeho rodiče byli známými členy místní komunity. Jeho otec, který pracoval v Elephant Yardu u Magdalen Street jako obuvník a správce chudých, byl kostelníkem v kostele svatého Spasitele. O Thirtlově chlapectví a vzdělání není známo mnoho podrobností.
V roce 1790 se třináctiletý John vyučil u Benjamina Jaggera z Norwiche, předního řezbáře, zlatníka, obchodníka s obrazy a grafika ve městě. Kolem roku 1799 se Thirtle přestěhoval do Londýna, kde se vyučil výrobě obrazových rámů, pravděpodobně u jistého pana Allwooda. Během této praxe studoval obrazy Johna Sella Cotmana v tiskárně Rudolpha Ackermanna na adrese 96, The Strand.

### Návrat do Norwiche a další kariéra

#### Podnikání voblasti výroby rámů
Po úspěšném ukončení učňovské praxe v roce 1805 se Thirtle vrátil do Norwiche, kde vystavil pět obrazů na výstavě Norwichské společnosti umělců, a začal vyrábět rámy na obrazy a grafiky v obchodě na Magdalen Street. Během svého převážně neradostného života zřídkakdy opouštěl své rodné město. V roce 1806, kdy se již prosadil jako rámovač obrazů a pozlacovač v Norwichi, se v katalogu Společnosti popsal jako „malíř miniatur a mistr kresby“. Díky svým obchodním aktivitám a zejména výrobě dekorativních obrazových rámů se stal jedním z finančně úspěšnějších členů norwichské malířské školy, a to navzdory silné konkurenci Jeremiaha a Williama Freemanových, kteří v tomto období dominovali norwichskému trhu s rámy.
Thirtle rámoval obrazy členů Norwichské školy, včetně obrazů Cotmana, Johna Croma, Thomase Lounda, Jamese Silletta a Josepha Stannarda. Když Thirtle rámoval olejomalbu George Vincenta Trowse Meadows nedaleko Norwiche (poprvé vystavenou v roce 1828), vytvořil její akvarelovou verzi. Jeho obchodní značka měla několik podob, od raného „Thirtle, Miniature Painter, & Drawing Master“ až po propracovaný „Carver, Gilder, Picture Frame and Looking Glass Manufacturer, Wholesale and Retail“, používaný ve 30. letech 19. století.
Obrazy, které jsou stále v Thirtleových rámech, lze datovat před rok 1839, kdy zemřel. William Boswell, který v tomto roce podnik převzal, uváděl na svých štítcích zpočátku v závorce „Late Thirtle“ („pozdní Thirtle“). V roce 1922 společnost W. Boswell & Son v jedné ze svých publikací přiznala, že Thirtle byl „známým výrobcem rámů a tvůrcem dnes již proslulého rozšířeného rámu, kterému se nikdy nikdo nevyrovnal, byl také a stále je neméně známým umělcem“.

#### Umělecká kariéra

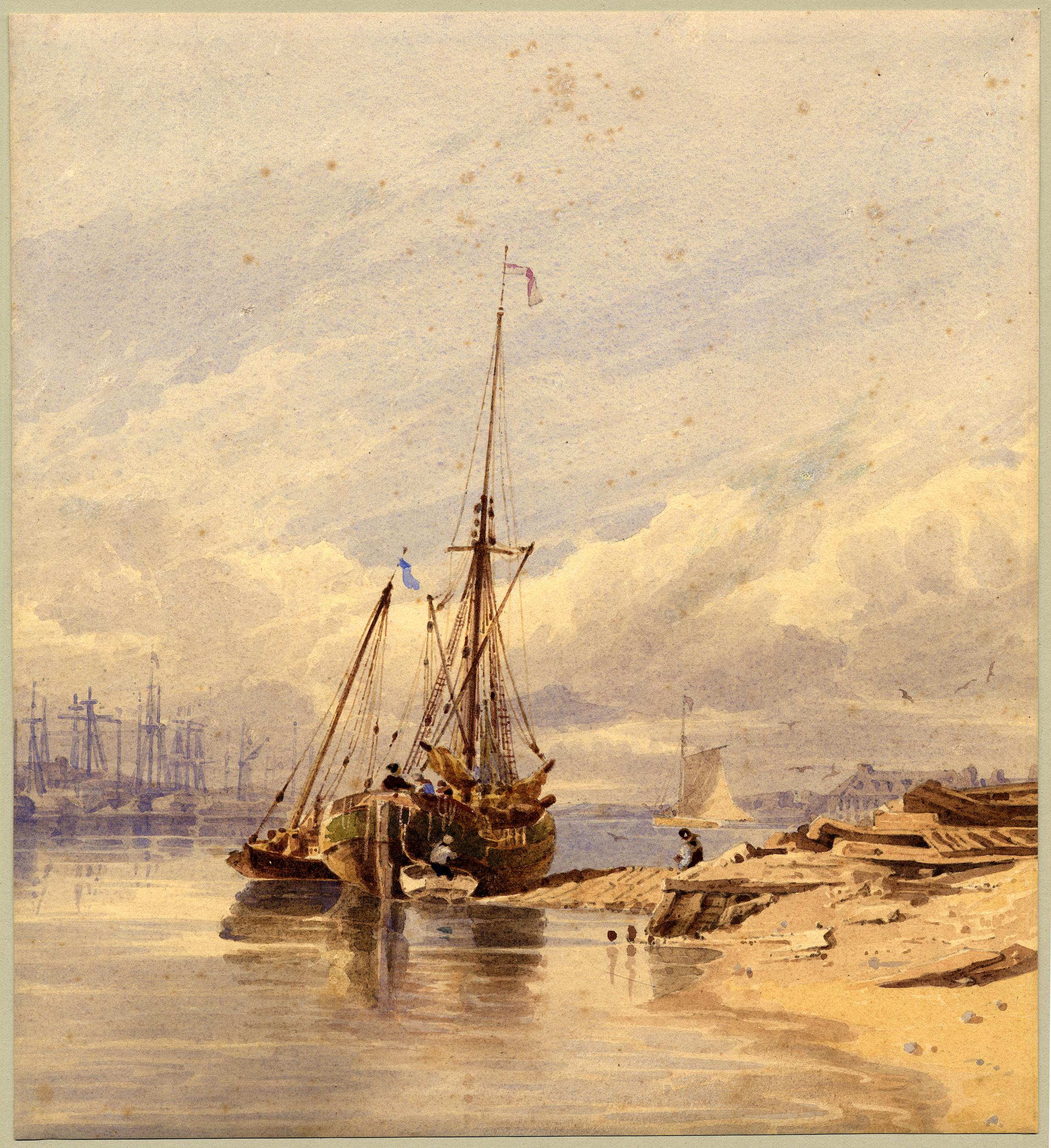
The River Yare at Gorleston, with shipping (nedatováno), British Museum

Historička umění Marjorie Allthorpe-Guytonová rozdělila Thirtleův umělecký vývoj do čtyř období. V prvním období, cca 1803-1808, vytvořil jen málo děl a jeho styl kolísal; následující období 1808-1813 je poznamenáno silným vlivem Cotmana. Během třetího období, v letech 1813 - 1819, kdy se jeho styl článků vrátil ke konvenčnějšímu a méně realistickému, vytvářel venku to, co historik umění Andrew Hemingway označil za „nádherně spontánní a jisté skici“. Po roce 1819 vytvořil jen málo děl.
Thirtlovým nejranějším známým dílem je krajina Větrný mlýn (1800), což je pro něj neobvyklý námět, neboť nejprve vystavoval díla, která nebyla krajinami, ale portréty a obrazy jiných námětů. Do roku 1806 začal zvyšovat svou produkci krajin a vystupovat jako mistr tohoto žánru akvarelové malby. V roce 1803 Crome a Robert Ladbrooke založili Norwichskou společnost umělců, do níž patřili Vincent, Charles Hodgson, Daniel Coppin, James Stark a Robert Dixon. Jejich první výstava v roce 1805 znamenala počátek Norwichské malířské školy, prvního britského uměleckého hnutí vzniklého mimo Londýn. Thirtle vystavoval pět obrazů jako jeden z pěti představených umělců.
Thirtle byl významnou osobností Norwichské malířské školy. Byl pravděpodobně zakládajícím členem Norwichské společnosti umělců, ale jeho členství ve společnosti bylo poprvé zaznamenáno až tři roky po jejím založení. V prvních letech existence společnosti vystavoval pouze miniatury. Poté, co se stal krajinářem a zobrazoval výjevy bouřek a řek Yare a Wensum, se charakter jeho vystavovaných děl změnil. Crome, Cotman a Thirtle byli zdrojem inspirace pro umělce Norwichské školy. Thirtle byl v letech 1806-1812 místopředsedou společnosti. Počet jeho vystavených děl klesal od vrcholného počtu 17 (vytvořených v roce 1806) až do roku 1817, kdy vystavil pouze šest děl a rok poté žádné, celkem tedy 97 děl. Mimo Norwich vystavoval pouze jednou, a to v Královské akademii v Londýně v roce 1808. Obchodní povinnosti mu nedovolily pracovat jako umělec na plný úvazek a během své poslední nemoci malování zanechal.

#### Manželství

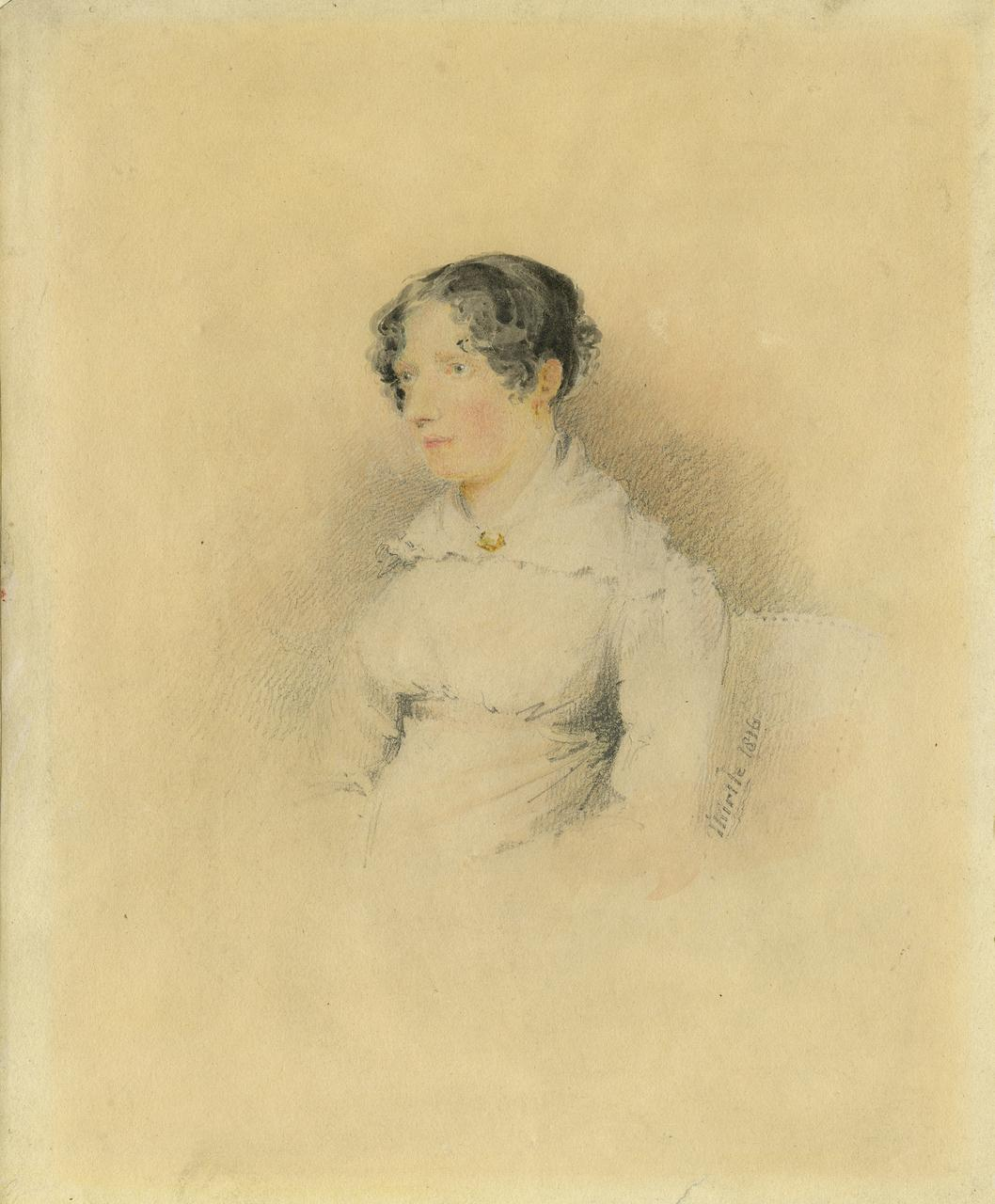
Portrait of the Artist's wife, Elizabeth Miles (1816), sbírka Norfolského musea

26. října 1812 se Thirtle oženil s Elizabeth Milesovou z Felbriggu, pocházející z menší statkářské rodiny v severním Norfolku; její sestra Ann se o tři roky dříve provdala za Cotmana. Thirtle a Elizabeth se vzali v kostele svatého Spasitele v Norwichi, kde byl před 35 lety pokřtěn. Toto manželství vedlo k úzkému vztahu s Cotmanem, který ovlivnil Thirtleův umělecký styl. Oba umělci spolu pravděpodobně spolupracovali, když Cotman kolem roku 1808 vytvářel kresby interiéru Norwichské katedrály, protože se z té doby dochovaly podobné Thirtlovy kresby. Obě sestry Milesovy byly samy amatérskými malířkami a své práce vystavovaly na výstavě Norwichské společnosti umělců v roce 1811. Manželství bylo pravděpodobně bezdětné.

#### Secese zNorwichské společnosti umělců
V roce 1814 byl Thirtle zvolen předsedou Norwichské společnosti umělců, ale v roce 1816 byl jedním ze tří předních umělců, kteří ze společnosti vystoupili a vytvořili Norfolkskou a Norwichskou společnost umělců. Důvodem odchodu byly neshody ohledně způsobu využití zisků z výstav. To vedlo k tomu, že si Ladbrooke, Sillett, Joseph Clover, Stannard a Thirtle pronajali část Shakespearovy krčmy na Theatre Plain a uspořádali vlastní výstavu s názvem Dvanáctá výstava Norfolkské a Norwichské společnosti umělců, která měla konkurovat výstavě původní Společnosti ve Wrenchově dvoře sira Benjamina.
O poklesu Thirtlovy tvorby od roku 1806 informoval místní tisk, který v roce 1811 vyjádřil zklamání: „Nesmírně litujeme, že pan Thirtle, který tvořil secesní triumvirát, nenašel čas na jedinou kresbu. Jeho zaneprázdnění je třeba litovat dvojnásob, protože stojí nejvýše a osamoceně ve zvláštním a krásném oddělení akvarelů, v němž prokázal tolik rozhodné dokonalosti“. Ačkoli Thirtle pokračoval v malování, v letech 1818 až 1828 nic nevystavoval.
V určité době, kdy Cotman přispíval kresbami do knihy Výlety po hrabství Norfolk (1818), Thirtle odjel do Great Yarmouthu, aby svému švagrovi pomohl, ale žádná z jeho kreseb se v publikovaném díle neobjevila a pravděpodobně Cotmanovi pomáhal tím, že ho zbavil jeho pedagogické činnosti.

### Pozdější život

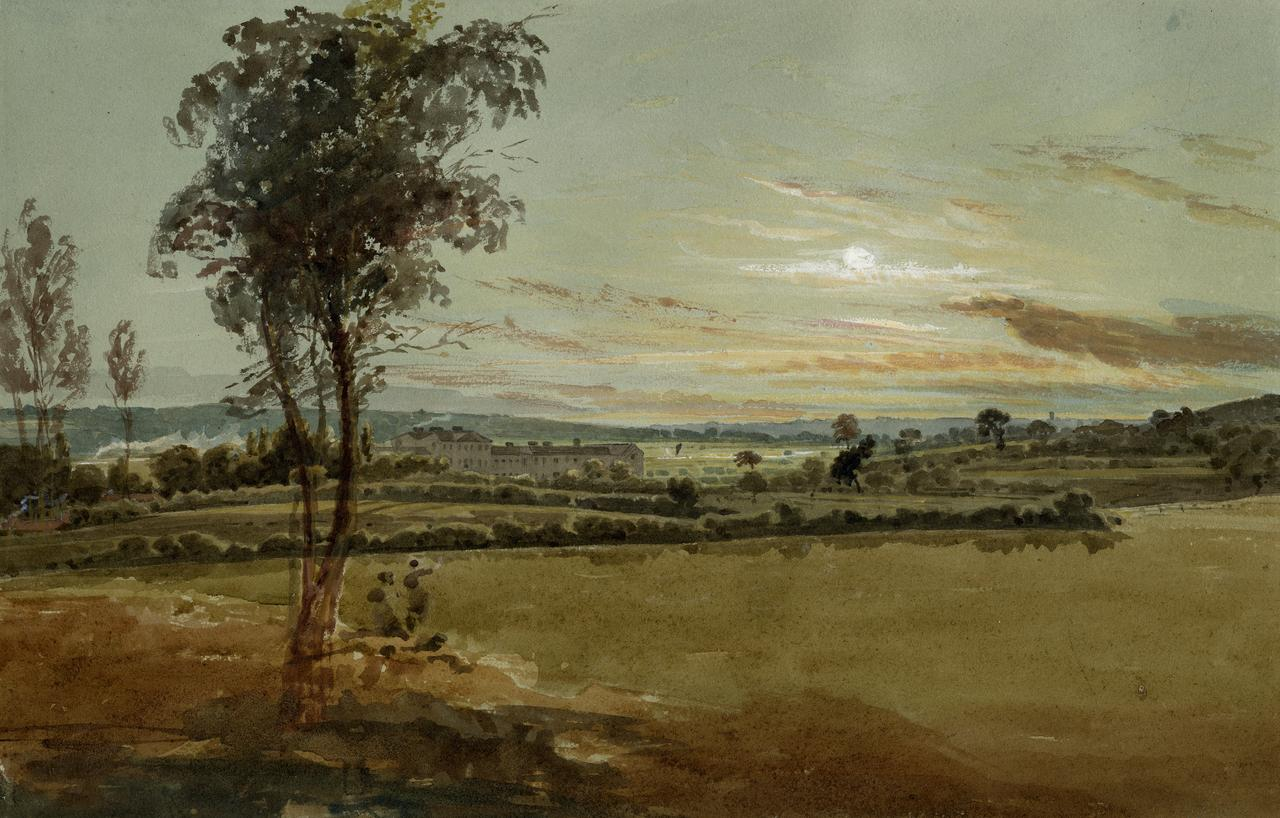
Sunset Landscape with Thorpe Hospital, Norwich (1828), Norfolk Museums Collections; je zdařilým příkladem Thirtlovy tendence používat tónovaný papír.

V roce 1824 Thirtle přijímal žáky: Thomas Blofield ho zaměstnal jako učitele své dcery Mary Catherine a učil také Jamese Pattisona Cockburna. Thirtleova matka zemřela v roce 1823; dědictví po otci, který zemřel v roce 1825, mu možná poskytlo jisté finanční zabezpečení po zbytek života, neboť rok 1825 je prvním rokem, kdy je známo, že Thirtle samostatně vlastnil majetek.
Po rozpuštění Norwichské společnosti umělců v roce 1833 zůstali její hlavní umělci, včetně Thirtla, aktivní. Pokračoval ve výrobě obrazových rámů a také v malování říčních výjevů, připomínajících díla Petera De Winta. Jeho kresby a obrazy sbíral Lound, plodný akvarelista a leptař, který v době své smrti v roce 1861 vlastnil na 70 Thirtlových děl. Loundův lept Devil's Tower - Looking towards Carrow Bridge (1832) vytvořil ztvárnění původního Thirtlova akvarelu, „které dokonale vyjadřuje tonální rovnováhu, kterou Thirtle vytvořil“.
Je známo, že Thirtle dlouhá léta trpěl tuberkulózou. To značně narušilo jeho pracovní výkon, ačkoli historik umění Derek Clifford komentoval silnější a volněji vyjádřený způsob těchto pozdějších kreseb. Thirtle zemřel na tuberkulózu v Norwichi 30. září 1839 a byl pohřben na hřbitově Rosary v Norwichi. Náhrobek Thirtla a jeho manželky se nachází v sekci E (číslo E759 Sq(uare)). Po jeho smrti převzal rámování William Boswell. V Thirtleově krátké závěti, sepsané v roce 1838 a doložené v prosinci 1839, se označil za řezbáře i pozlacovače. Své manželce Elizabeth odkázal částku 2 000 liber (v roce 2019 odpovídá 194 500 liber). Ta ho přežila o mnoho let, zemřela v roce 1882 ve věku 95 let.

## Styl a technika

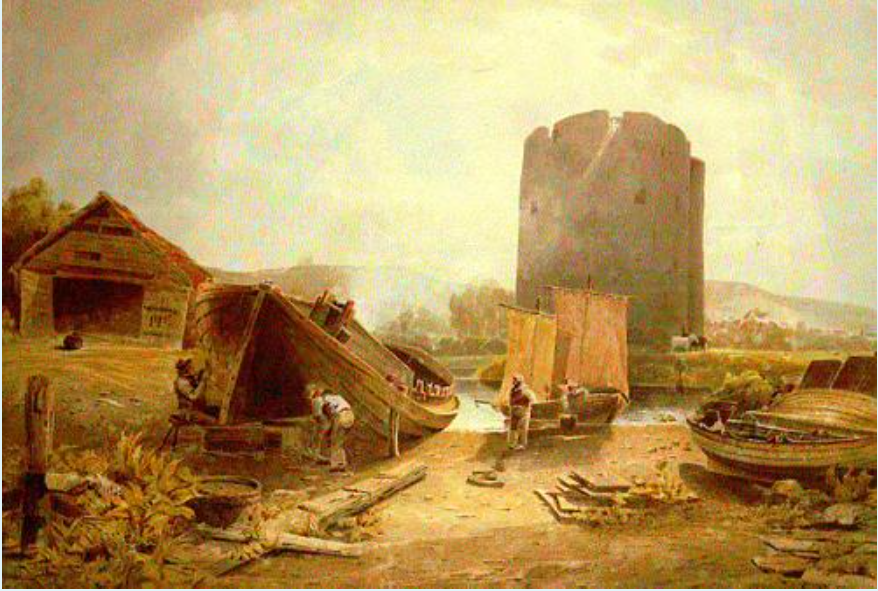
Boat Builder's Yard, near the Cow's Tower, Norwich (1812), sbírka Norfolského musea

John Thirtle vystavoval v Norwichi 79 děl, z nichž většina zobrazovala město nebo norfolkský venkov. Jeho styl byl ovlivněn anglickým akvarelistou Thomasem Girtinem a dalšími členy Norwichské školy, jako byli Crome a Cotman. Thirtle reagoval na Cotmana tvorbou technicky dokonalých děl. Walpole poznamenává, že je vytvářel „velmi nezávislý duch, který se nikomu nezodpovídal“. Umělec Henry Ladbrooke, který byl Thirtleovým současníkem, napsal: „Jako geniální muž byl Cotman mnohem lepší než Crome a jako kolorista Thirtle oba daleko předčil“. Thirtlovy akvarely lze od Cotmanových snadno odlišit a jen občas se v nich projeví jeho vliv, jako například v nedatovaném akvarelu Old Waterside Cottage, Norwich; obvykle nepoužíval plošné lavírování, které Cotman používal pravidelně. Velká dokončená kresba The Boatyard, near The Cow Tower, Norwich (1812) je na Cotmanově vlivu nezávislá a působí více naturalisticky, neboť se ve větší míře opírá o pečlivě pozorované světelné efekty.
Přestože se Thirtle pokoušel malovat olejovými barvami, je známý svými akvarely. Deník The Times, který v červenci 1886 ohlašoval výstavu děl méně známých členů Norwichské školy, jej popsal jako „dobrého portrétistu a okouzlujícího krajináře v akvarelu, jehož kresby jsou plné pozorování a zpracované s volností, rozsahem a jemností, které jsou opravdu pozoruhodné“. Jako akvarelista venkovních jevů předčil Croma i Cotmana. Jeho dřívější krajiny z let 1808-1813 byly malovány převážně v omezené škále béžové, modré a šedohnědé barvy, jak dokládá Interiér opatství Binham (1808), který je nyní uložen v Ashmoleově muzeu v Oxfordu.

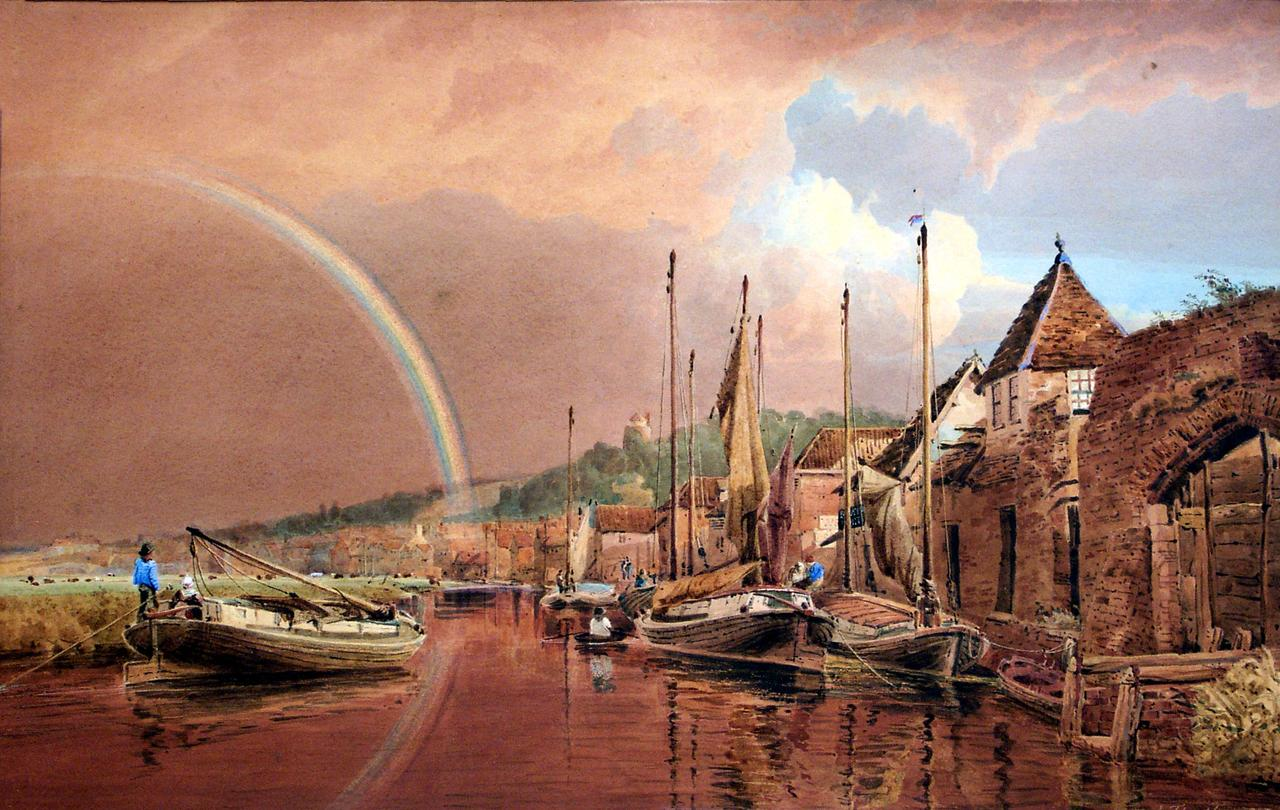
Rainbow Effect on the River, King Street, Norwich (1817), sbírka Norfolského musea

Pozdějšími obrazy (vytvořenými v letech 1814-1819) dosáhl svého vrcholu a podle historičky umění Margorie Allthorpe-Guytonové byly jeho výjevy namalovány s „průzračnou, stříbřitou tonalitou a širokými zaručenými bělostmi“. Dále maloval s větší barevnou brilancí a vytvářel díla, která obsahovala hranaté blokové formy. Clifford chválil Thirtlovu schopnost harmonicky uspořádat své náměty nenuceným a nesamozřejmým způsobem, ale poznamenal, že byl méně schopný než Crome „vyvolat dojem neovlivněného, nevybraného kusu přírody“. Hemingway, který Thirtla označuje za „vynikajícího, i když proměnlivého akvarelistu“, kterého lze zařadit po bok De Winta a Joshuy Cristalla, popisuje Thirtlovu schopnost vytvářet pocit prostoru jako „výjimečnou“. Jeho obrazy krajiny na břehu řeky v Norfolku mají rys, který byl jeho stylu vlastní - loď plující po vodě zleva.
Thirtlovo rukopisné pojednání o akvarelu Manuscript Treatise on Watercolour, napsané ne dříve než v roce 1810, se nyní nachází v Norwichském hradním muzeu. Byla to spíše referenční příručka pro jeho vlastní potřebu než prostředek, jak zvěčnit své myšlenky pro budoucnost. Není známo, že by se dochovalo něco jiného, co Thirtle napsal, než je jeho pojednání. Traktát je pro historiky umění důležitým dokumentem, který dokládá Thirtleův přístup k umělecké práci. Allthorpe-Guyton jej datuje nejdříve do roku 1810 a odkazuje na pigmenty zavedené na počátku 19. století, jako je purpur a hnědá maddera. Jedná se o neuspořádanou sbírku technických návodů a postřehů, pravděpodobně vytvořenou na základě parafrází publikovaných děl, jako je Ackermannova New Drawing Book (1809) (Nová kniha kreslení). Thirtleův seznam pigmentů je delší než Ackermannův seznam, který uvedl William Henry Pyne ve své knize Rudiments of Landscape Drawing (1812). Pyne i Thirtle popisují použití indiga a uvádějí schémata pro barvení oblohy, budov a stromů. Thirtle v pojednání ukazuje svůj zájem o zobrazování počasí a svůj odpor k soudobým představám o pitoreskní malbě. Obsahuje to, co Hemingway označuje jako "podtóny klasické estetiky", které lze nalézt také v přednášce Johna Berneyho Croma Painting and Poetry (Malířství a poezie).

### Použití indiga

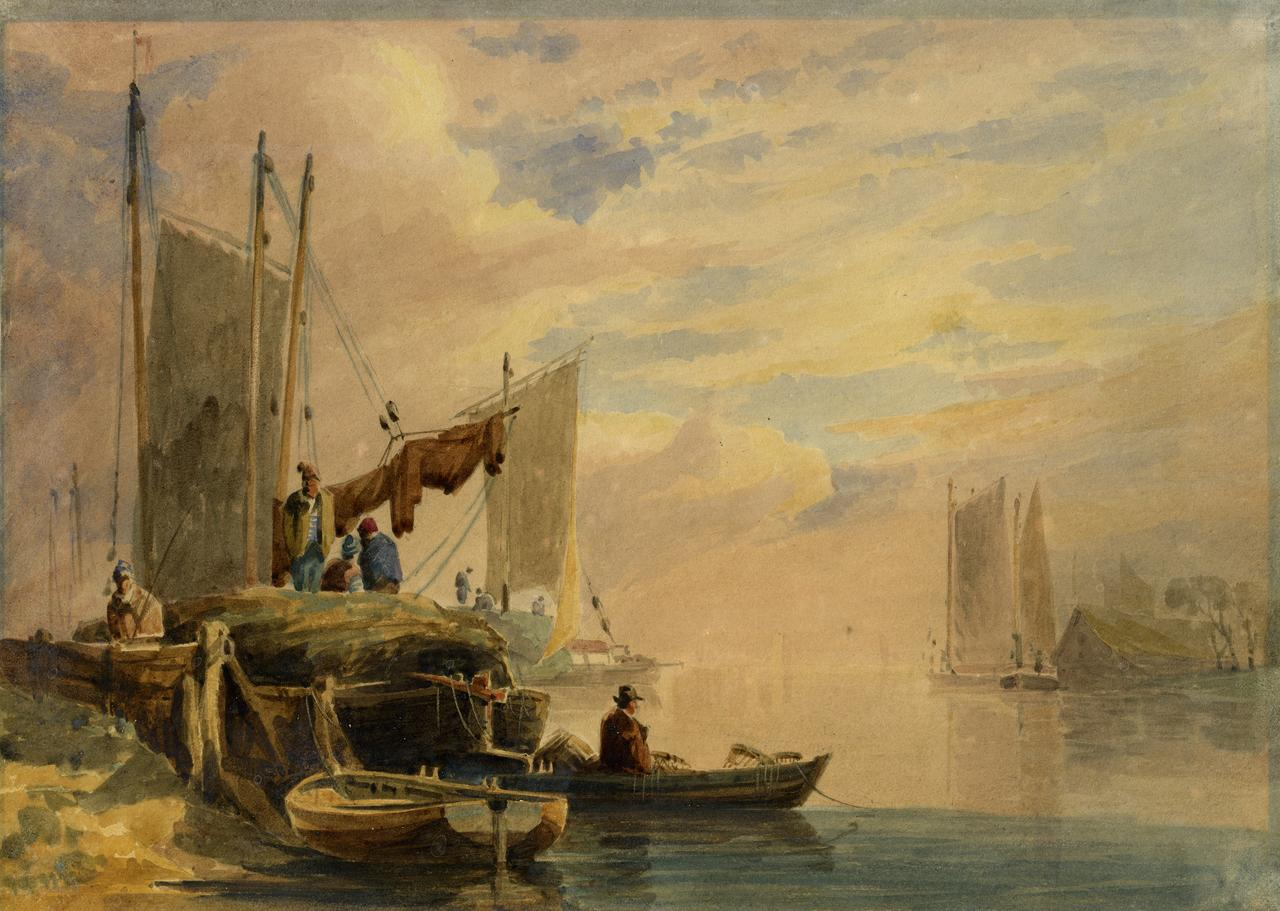
River Scene with laden Wherries and Figures (nedatováno), sbírka Norfolského musea

Thirtle používal k výrobě jemných šedých odstínů přírodní pigment indigo, který se získával z indigofera tinctoria, druhu z čeledi bobovitých. Je možné, že používal levnou formu indiga, kterou prodával místní obchodník v Norwichi. Akvarely, na nichž byl pigment použit, se znehodnotily, protože pigment na světle vybledl do červena. Tuto vlastnost jeho obrazů nelze vztáhnout na všechny, ale někdy se předpokládá, že všechna Thirtlova díla jsou takto trvale zničena. Stejně tak používání indiga jinými malíři způsobilo, že jejich díla byla někdy nesprávně připisována Thirtlemu.
Příkladem takového díla je jeho Říční scéna s naloženými bahňáky a postavami, nedatovaný akvarel a tužka, na němž růžové odlesky oblohy a moře byly neúmyslně způsobeny vyblednutím původních šedomodrých barev. Původní barvy vytvořené Thirtlem jsou stále patrné na okrajích obrazu, kde byly mnohem méně vystaveny světlu. V části Thirtlova pojednání je popsáno, jak při malování oblohy používal indigo, aniž by byl zmíněn jeho blednoucí účinek:
Příležitostně můžete na oblohu použít černou barvu, dělejte to opatrně, jinak ji uděláte zemitou - benátská červeň a indigo, přičemž červená převažuje, se hodí pro první promývání mraků, protože se bude zdát teplá. V dalším stínu nechte více indiga, čímž získáte šedou barvu. Třetí udělejte Maddar Purpurový a Indigo, budete mít jemný tón v mracích.

## Odkaz
Thirtle byl za své dílo chválen v místním tisku, ale byl kritizován za to, že svá díla nevystavoval pravidelněji. Ve druhé polovině 19. století upadl do zapomnění, což Allthorpe-Guyton přičítá tomu, že se mu nepodařilo získat větší známost mimo Norwich.
Výstavu Thirtlových obrazů poprvé uspořádal Norwich Art Circle v roce 1886. U příležitosti stého výročí jeho úmrtí byla některá jeho díla vystavena v roce 1939 na norwichském zámku, ale výstava musela být ukončena kvůli začátku druhé světové války. V roce 1977 se na norwichském hradě konala dvouletá výstava obrazů Thirtla a jeho současníků; v doprovodném katalogu k výstavě bylo poprvé publikováno jeho pojednání o akvarelové malbě.

## Galerie

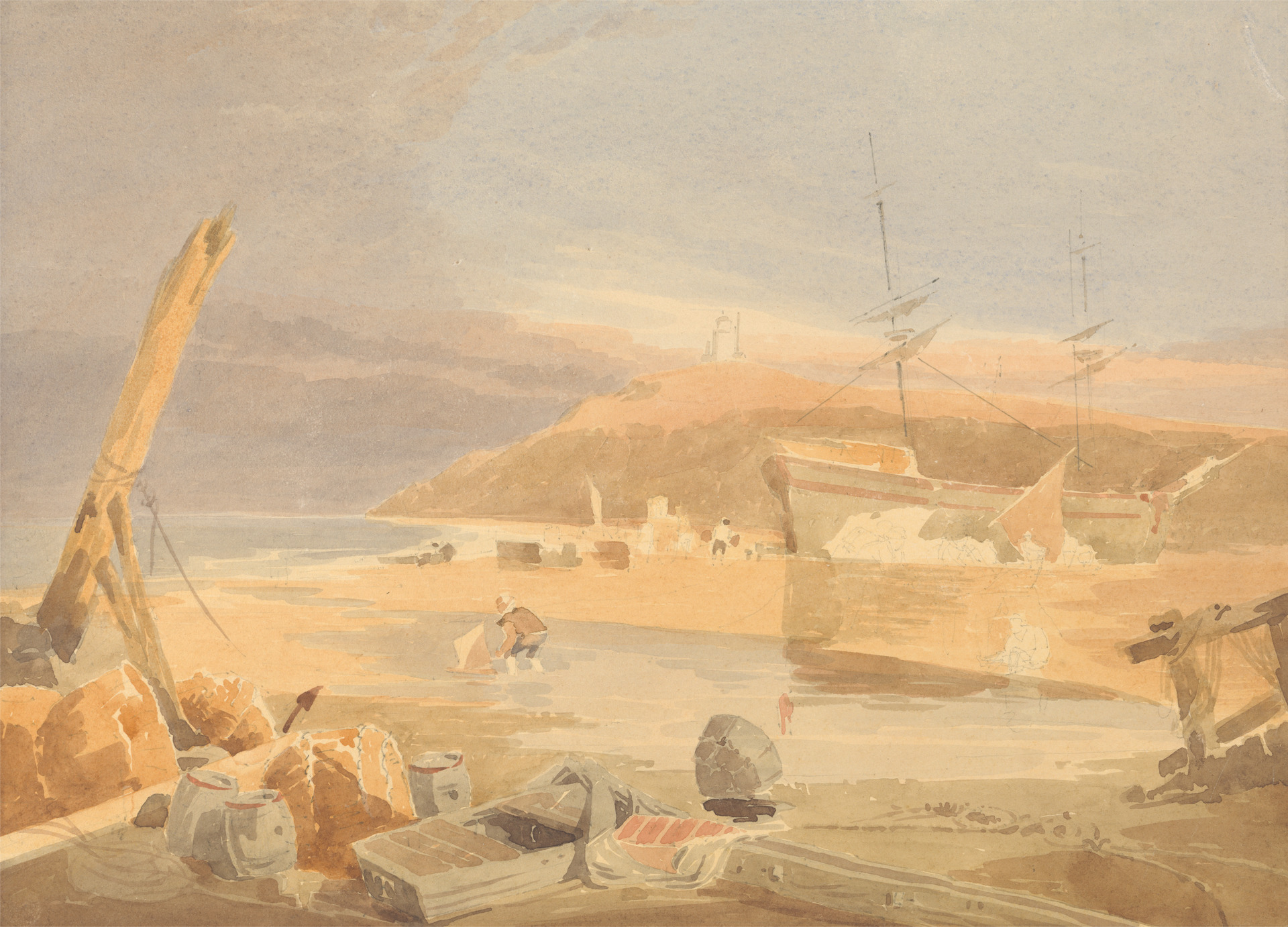
Shore Scene with Sailing Ship at Quay (nedatováno), Yale Center for British Art
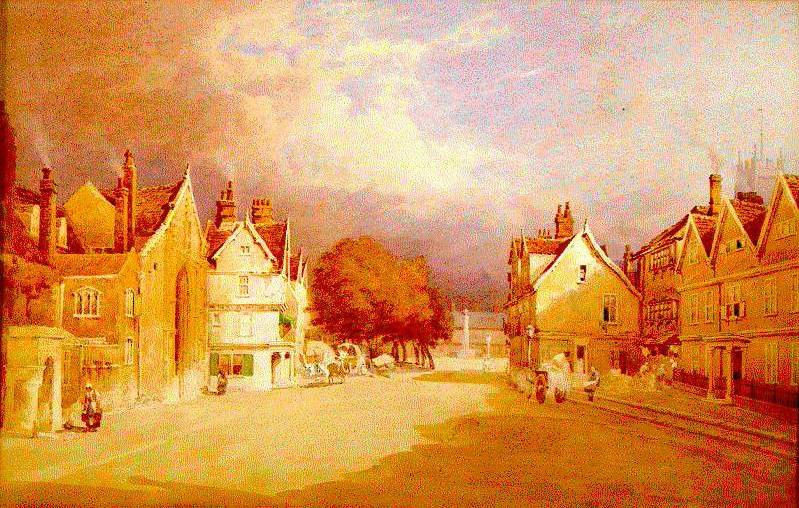
Tombland, Norwich (1830), sbírka Norfolského musea
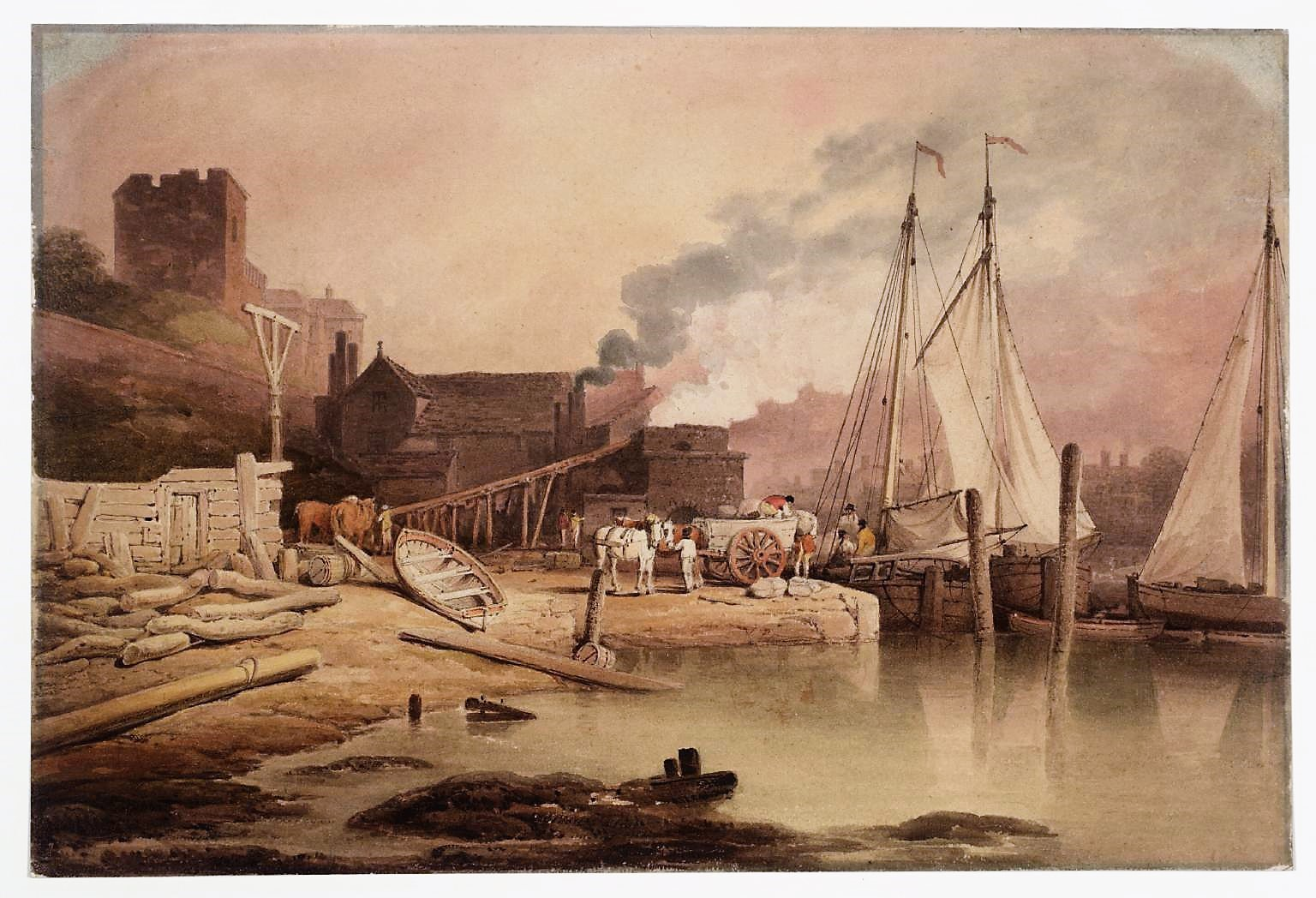
Old Lynn (nedatováno), Tate Britain
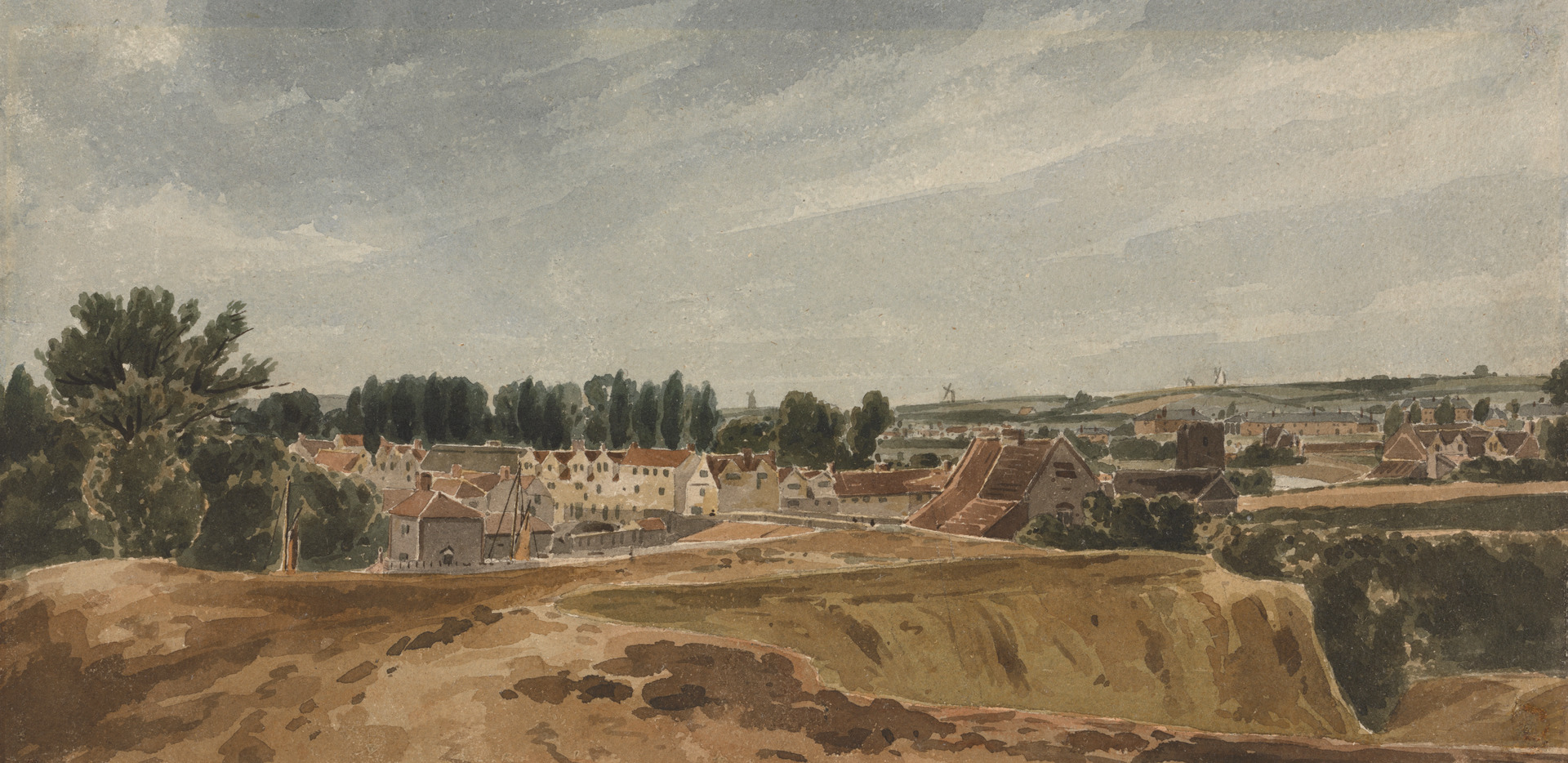
View near Bishopsgate Bridge with Cow Tower, looking towards Mousehold (1816), Yale Center for British Art
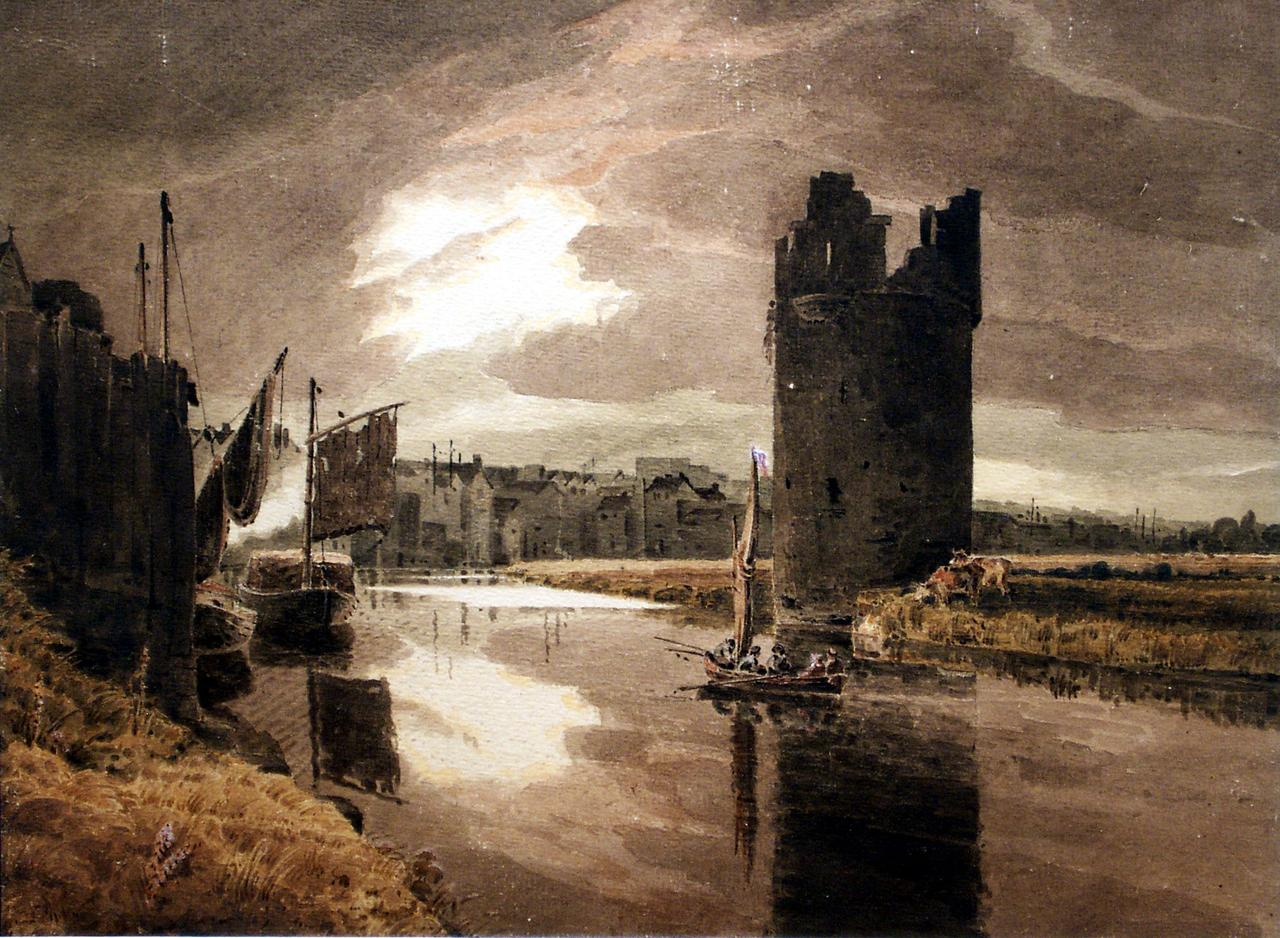
The Devil's Tower near King Street Gates – Evening (nedatováno), sbírka Norfolského musea
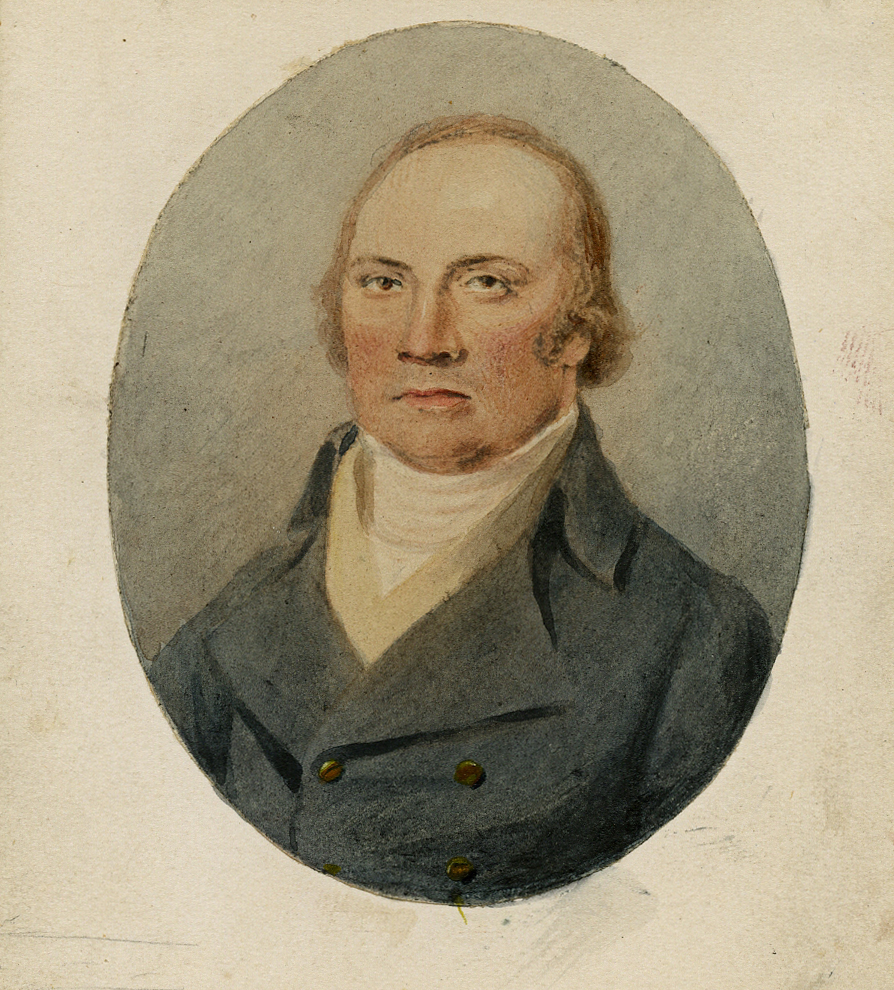
Portrait of James Thirtle (attributed, undated), sbírka Norfolského musea